# Bärtige Kuckuckshummel
Die Bärtige Kuckuckshummel (Bombus barbutellus) ist eine Art der parasitär lebenden Kuckuckshummeln. Sie parasitiert vor allem bei der Gartenhummel (Bombus hortorum), aber auch bei der Feldhummel (Bombus ruderatus). Sie ist vom westlichen Europa bis in die Mongolei verbreitet, nördlich stößt die Art bis zum 62° Breitengrad vor.

## Merkmale
Weibchen der Bärtigen Kuckuckshummel erreichen eine Körperlänge von 18 bis 23 Millimeter. Die Bärtige Kuckuckshummel ähnelt in der Erscheinung der Gartenhummel, allerdings finden sich im Bereich des Gesichts schwarze Haarbüschel, die bei den Männchen besonders dicht stehen. Der Thorax ist in der Mitte schwarz und nach vorne wie hinten mit gelben Streifen abgeschlossen. Das erste bis dritte Tergit des Abdomens sind wiederum schwarz behaart. Dabei geht die Behaarung des ersten Tergit bei den Männchen leicht ins gelbliche. Die Haare auf dem vierten bis sechsten Tergit sind weiß, wobei am fünften Tergit schwarze Haare eingestreut sein können.

## Lebensweise
Die Männchen der Bärtigen Kuckuckshummel ernähren sich meist vom Nektar der Flockenblumen, Skabiosen und Disteln. Die Weibchen hingegen bevorzugen Löwenzahn.
Die Art ist univoltin, d. h., es gibt im Jahr nur eine Generation. Dabei treten die überwinterten Weibchen zwischen Ende April und Ende Juli auf. Die Weibchen der neuen Generation fliegen ab Mitte Juli, die Männchen bereits ab Mitte Juni.
Neben den Hauptwirtsarten Bombus hortorum und Bombus ruderatus gibt es Angaben einer Parasitierung auch von Bombus argillaceus, Bombus hypnorum und Bombus pratorum.Sie gehört dabei zu denjenigen Kuckuckshummel-Arten, die Wirtsnester schon in einem relativ frühen Entwicklungsstadium attackieren.

## Verbreitung
Die Bärtige Kuckuckshummel lebt in fast ganz Europa, unter Einschluss des Mittelmeerraums mit den Inseln Sizilien, Sardinien und Korsika. Die Tiere in Südeuropa (früher als eigene Art Bombus maxillosus aufgefasst) sind insgesamt dunkler gefärbt. Im Norden kommt sie in ganz Großbritannien, nördlich bis zu den Orkney-Inseln vor. In Skandinavien kommt sie nördlich bis in den Süden Schwedens vor. Außerhalb Europas besitzt die Art ein großes paläarktisches Verbreitungsgebiet, das Kleinasien, die Kaukasusregion, große Teile Zentralasiens, die Mongolei und den Norden Chinas einschließt. Die Art erreicht im Osten die Pazifikküste.
In Deutschland ist die Art weit verbreitet, aber meist selten. Im Norden, wie in Niedersachsen, liegen kaum neuere Funde vor.

## Taxonomie und Systematik
Die Art gehört zur Untergattung Psithyrus, die lange Zeit als eigenständige Gattung betrachtet worden war, inzwischen aber als Untergattung von Bombus eingeordnet wird. Sie bildet darin, als einzige Art, die barbutellus-Artengruppe, früher als Untergattung Allopsithyrus Popov aufgefasst. Sie wurde von dem englischen Entomologen William Kirby als Apis barbutella erstbeschrieben. Lange galt Bombus (Psithyrus) maxillosus Klug in Germar, 1817 (mit der Unterart Bombus maxillosus italicus (Grütte, 1940)) als sehr ähnliche Art mit südlicherer Verbreitung, inzwischen ist klar, dass es sich um dieselbe Art handelt, der Name wurde synonymisiert. Es gibt eine Reihe weiterer, sehr alter und seit langem ungebräuchlicher Synonyme.